# Australphilus
Australphilus is een geslacht van kevers uit de familie  waterroofkevers (Dytiscidae).
Het geslacht is voor het eerst wetenschappelijk beschreven in 1978 door Watts.

## Soorten
Het geslacht omvat de volgende soorten:
- Australphilus montanus Watts, 1978
- Australphilus saltus Watts, 1978